# الغواصة الألمانية يو-28 (1936)
غواصة يو-28  غواصة يو بوت ألمانية من الفئة السابعة إيه بنيت ل سلاح بحرية ألمانيا النازية كريغسمارينه، في أحواض بناء السفن والآلات الألمانية وإيه جي فيزر خلال الحرب العالمية الثانية.